# DB JobService
Die DB JobService GmbH (einschließlich ihrer Vorgängerorganisationen) gestaltet seit 1997 gemeinsam mit den Gesellschaften im Deutsche Bahn-Konzern den konzerninternen Arbeitsmarkt und die Beschäftigungssicherung bei der DB. Nachdem der Fokus der DB JobService GmbH nach Gründung der DB AG im Jahr 1994 zunächst konsequent auf die Bewältigung des nötigen Personalabbaus ausgerichtet war, gewinnt die Ausrichtung auf den Erhalt der Beschäftigungsfähigkeit der Mitarbeitenden im DB-Konzern zunehmend an Bedeutung. Die DB JobService GmbH ist eine hundertprozentige Tochter der Deutsche Bahn AG.
Die DB JobService GmbH berät, unterstützt und begleitet die DB-Gesellschaften und ihre Mitarbeitenden in Transformationsprozessen sowie bei Prävention und Integration im Betrieblichen Eingliederungsmanagement. Dabei steht ihr ein über die Jahre aufgebautes Expertenteam zur Verfügung. Vor dem Hintergrund der zunehmenden Knappheit an den für die DB relevanten Arbeitsmärkten und zunehmenden Veränderungs- und Anpassungserfordernissen in ausgeübten Tätigkeiten, gewinnt (über die klassischen Themen erforderlicher Personalanpassungsprozesse hinaus) die Aufrechterhaltung der Beschäftigungsfähigkeit und individuellen Leistungsfähigkeit immer mehr an Bedeutung. Zukunftsorientierte, intelligente und praxistaugliche Lösungen im Zusammenhang mit deutlich zunehmender Veränderungsgeschwindigkeit von Arbeitsinhalten und Anforderungen an die Mitarbeitenden werden immer wichtiger.
Im Rahmen der Konzernstrategie Starke Schiene bietet DB JobService den Gesellschaften bei Transformationsvorhaben frühzeitige Unterstützung für die zukunftsfähige Aufstellung ihrer Bereiche an. DB JobService entwickelt mit den DB-Gesellschaften anlassbezogen maßgeschneiderte Lösungen. DB JobService begleitet die Mitarbeitenden bei der frühzeitigen Vorbereitung auf Veränderungen von Berufsbildern, Tätigkeiten, Motivation oder anderen Rahmenbedingungen. Sie erhalten systematische Unterstützung, ihren Berufsweg bei der DB aktiv zu gestalten, und ihr Potenzial durch die Entwicklung von Perspektiven zu verwirklichen. Im Bereich Prävention und Integration des betrieblichen Eingliederungsmanagements stellt der JobService den Gesellschaften Unterstützung bereit, wenn Mitarbeitende ihre bisherige Tätigkeit aus betrieblichen oder gesundheitlichen Gründen vorübergehend oder langfristig nicht mehr ausüben können. Ziel ist, Beschäftigte der DB im Job und im Konzern zu halten und Motivation, Zufriedenheit und Gesundheit zu fördern.

## Struktur und Mitarbeiterzahlen
Geschäftsführer der DB JobService GmbH sind Ronny Schimmer und Stefan Kotkamp. Deutschlandweit sind etwa 1500 Mitarbeitende beschäftigt. Rund 160 Mitarbeitende davon organisieren die Beschäftigungssicherung auf dem konzerninternen Arbeitsmarkt. Das sind insbesondere Personalberatende, ausgebildete Berufscoaches, Eingliederungsmanager, zertifizierte Disability Manager sowie Experten für tarifliche und außertarifliche Instrumente zur Beschäftigungssicherung und zur Stärkung von Arbeitsmarktfitness. Sie betreuen die ca. 1340 Beschäftigten in sogenannten Beschäftigungsgesellschaften.
Die DB JobService GmbH gliedert sich in die Zentrale in Berlin und drei Regionen:
- Die Region Ost (mit Büros in Berlin und Leipzig) ist für Berlin, Brandenburg, Sachsen, Sachsen-Anhalt und Thüringen sowie Mecklenburg-Vorpommern zuständig.
- Die Region Nordwest (mit Büros in Hannover, Hamburg, Duisburg und Köln) ist für Hamburg, Bremen, Schleswig-Holstein, Niedersachsen und Nordrhein-Westfalen zuständig.
- Die Region Süd (mit Büros in Frankfurt am Main, Saarbrücken, München, Nürnberg und Stuttgart) ist für Hessen, Saarland, Rheinland-Pfalz, Baden-Württemberg und Bayern zuständig.